# Бараново (Поморське воєводство)
Бараново (пол. Baranowo) — село в Польщі, у гміні Пархово Битівського повіту Поморського воєводства.
У 1975-1998 роках село належало до Слупського воєводства.